# 克萊蒙斯 (北卡羅萊納州)
克萊蒙斯（英語：Clemmons）是一個位於美國北卡羅萊納州福賽斯縣的村。

## 人口
根據2020年美國人口普查的數據，克萊蒙斯的面積為31.46平方千米，當中陸地面積為30.93平方千米，而水域面積為0.53平方千米。當地共有人口21163人，而人口密度為每平方千米673人。